# Średniak (polana w Gorcach)
Średniak – polana w Paśmie Gorca w Gorcach znajdująca się pomiędzy szczytami Jaworzyny Kamienickiej (1288 m) i Przysłopu (1188 m). Ma powierzchnię 15,8 ha i zajmuje podgrzbietowe, północne zbocza. Znajduje się na obszarze Gorczańskiego Parku Narodowego w obwodzie ochronnym Jaworzyna i Kiczora. Położona jest na wysokości 1150–1190 m n.p.m., jej zbocza opadają do doliny Kamienickiego Potoku.
Jeszcze po II wojnie światowej tętniła życiem pasterskim. Po zaprzestaniu wypasu znacznie już zarosła pojedynczymi świerkami i całymi ich kępami. Największą część niezarośniętej jeszcze polany porasta bliźniczka psia trawka i łąka mieczykowo-mietlicowa. Na niewielkich fragmentach występuje łąka ostrożeniowa, a na podmokłych obszarach nieduże fragmenty bogatszej gatunkowo młaki kozłkowo-turzycowej z kruszczykiem błotnym, gółką długoostrogową i storczycą kulistą. Na bardziej żyznych i wilgotnych miejscach można spotkać rzadkie w Gorcach gatunki roślin górskich; omieg górski i miłosna górska. Nieduży fragment polany zajmuje łąka ostrożeniowa z czerwono kwitnącym ostrożniem łąkowym.
Kompleks kilku blisko siebie położonych polan (Bieniowe, Przysłop Górny i Średniak) otoczonych dużymi lasami powoduje, że przychodzą tutaj czasami szukać pożywienia takie duże ssaki, jak dzik, sarny, jelenia i niedźwiedź brunatny. W powietrzu często dostrzec można myszołowa, jastrzębia, czy pustułkę.
Z polany roztaczają się widoki na północną stronę, obejmujące Gorce i Beskid Wyspowy. Na opracowanej przez park tablicy informacyjnej znajduje się panorama widokowa z opisem szczytów.
Polana należy do miejscowości Zasadne w województwie małopolskim, w powiecie limanowskim, w gminie Szczawa.

## Szlaki turystyki pieszej
odcinek: Gorc – Przysłop Dolny – Przysłop – Przysłop Górny – Średniak – polana Jaworzyna – Trzy Kopce – Polana Gabrowska – Hala Długa – Turbacz. Odległość 10,4 km, suma podejść 370 m, suma zejść 270 m, czas przejścia 2 godz. 50 min, z powrotem 2 godz. 30 min. Jest to również fragment Szlaku Papieskiego.